# Ай-Эндрит
Ай-Эндрит, Ай-Андрит — родник в Крыму, на территории большой Алушты, на левом склоне среднего течения балки Ай-Андрит, одного из притоков реки Улу-Узень Восточный. Находится на юго-восточном склоне массива Тырке, на высоте 508 м над уровнем моря.

## Описание
Дебет источника, по сведениям Партии Крымских Водных Изысканий на 1913—1916 год, в отчёте «Материалы по водным изысканиям в Крыму. Гидрометрический отдел. Выпуск 3. Источники горной части Крымского полуострова. Часть V. Источники Алуштинского, Куру-узеньского и Отузского гидрометрических районов», на 1914 год определён в 125170 вёдер в сутки (около 18 л/сек), Николай Рухлов в труде «Обзор речных долин горной части Крыма» 1915 года, приводит цифру в 156800 вёдер (22 л/сек). Температура воды была установлена Ю. А. Листовым 6 августа 1888 года — 10,1 °C, Пётр Кеппен, 2 (14) июля 1837 года, определил температуру воды в 8 °R, Рухлов указал значение 11,8 °C. Вода в источник поступает по каптажной гелерее, длиной 12—14 метров, высотой около 1,2 метра и шириной около метра, выложенной и перекрытой каменными блоками.
Рядом с родником находятся развалины церкви св. Андрея XIV—XV века, тогда же была сооружена каптажная галерея (археологические находки позволяют утверждать, что сам родниек использовался с VIII века; ранее вода по трубам подавлась в храм и вытекала из-под алтаря. Видимо, после разборки церкви местными жителями в 1913 году выход воды переместился на современное место, оборудованное в 1961 году работниками Ялтинской инженерно-геологической и гидрологической партии Пантелеймоном Владимировичем Романовским и Семёном Тихоновичем Котовым, о чём свидетельствуют остатки надпись на старом водосливе (номер, присвоенный Ялтинской Гидрогеологической партией — 508). В 1970-х годах, при устройстве современного водопровода в село Генеральское, построен стандартный для водозаборных источников этого района белый домик. Есть сведения, что во времена массовых переименований 1940-х годов источнику присваивалось название «Славный-2», которое нигде не применялось.

## В литературе
Первое письменное свидетельство о роднике оставлено Шарлем Монтандоном в путеводителе «Guide du voyageur en Crimee» — «Путеводитель путешественника по Крыму» 1834 года издания 
Руины монастыря, расположенные в лесу, состоят из нескольких стен, арок и груды камней; на месте алтаря бьёт обильный источник восхитительной воды.
 Упоминается, наряду с храмом, в «Путеводителе по Крыму для путешественников» М. А. Сосногоровой 1871 года 
…остатки древней церкви св. Андрея, с обильным источником прекрасной воды, бьющим из под алтаря.
 Как источник воды, выступающий из-под алтаря описан в «Универсальном описаниеи Крыма» 1875 года Василия Кондараки, встречается в «Путеводителе по Крыму» А. Безчинского 1904 года, в путеводителе «Крым» под редакцией К.Ю Бумбера 1914 года, в путеводителе «Крым» 1929 года, как источник Ай-Идрит